# David James
Pour les articles homonymes, voir David James (homonymie) et James.
David Benjamin James, né le 1er août 1970 à Welwyn Garden City (Angleterre), est un footballeur international anglais qui évolue au poste de gardien de but.
Reconverti entraîneur, son dernier poste était au Kerala Blasters.
David James possède 53 sélections en équipe d'Angleterre. Il est honoré du titre de « Gardien de l'année » dans l'équipe type de la Premier League (saison 2007-2008).
Il est fait membre de l'ordre de l'Empire britannique (MBE) le 16 juin 2012, pour services rendus au football et aux associations caritatives.

## Biographie

### En club
Il est surnommé « Calamity James » car il est connu dans le monde footballistique pour sa capacité à effectuer des arrêts de grande classe mais aussi pour ses bourdes monumentales. Ce gardien détenait le record de matches disputés sans prendre de buts en Premier League (169 matchs), record qui a été battu le 28 décembre 2015 par Petr Cech portier de Chelsea lors du match contre Bournemouth avec 170 matchs sans prendre de buts.

#### Watford
David James dispute son premier match le 25 août 1990 avec une défaite 1-2 contre Millwall. Cette performance lui permet d'intégrer l'Angleterre -21 avec laquelle il totalisera 10 sélections. Le gardien est nommé « joueur de la saison du club » pour la saison 1990-1991, avec lequel il disputera 89 rencontres avant de rejoindre Liverpool.

#### Liverpool
Arrivé le 6 juillet 1992 au club, James fait ses débuts pour les Reds en s'inclinant 1-0 face à Nottingham Forest. Lors de la saison 1993-1994, l'Anglais concède 20 buts en 11 matchs et se voit reléguer sur le banc de touche au profit du vétéran Bruce Grobbelaar, avant d'être rappelé pour garder les cages de Liverpool le 31 janvier 1993 face à Arsenal. Avec ses coéquipiers Steve McManaman, Jamie Redknapp et Robbie Fowler ils sont surnommés « Spice Boys » mais c'est aussi durant cette période où David James va hériter d'un surnom qui lui collera toute sa carrière, « Calamity James », même s’il remporte la Carling Cup en 1995. En 1996, les Reds vont en finale de la FA Cup où ils s'inclinent face à Manchester United, sur un but d'Éric Cantona à la 85e minute. Malgré sa première sélection avec l'Angleterre en 1997, David James est de plus en plus menacé par Brad Friedel et choisit de quitter les Reds pour Aston Villa en 1999 après sept saisons du côté de la Mersey et 277 matchs disputés contre un chèque de 1 800 000 £.

#### Aston Villa
Nouveau Villans, David James débute le 7 août 1999 contre Newcastle United et garde sa cage inviolée en l'emportant 1-0. Il s’incline une nouvelle fois en finale de la FA Cup contre Chelsea en 2000. Il est de nouveau sélectionné avec l'Angleterre et en devient un membre régulier. Il quitte le club après seulement deux saisons et 85 apparitions pour rejoindre West Ham United contre 3 500 000 £ en 2001.

#### West Ham
David James rejoint les Hammers le 11 juillet 2001 mais ne débutera que le 24 novembre de la même année avec une défaite à domicile 0-1 contre Tottenham. Relégué à l'issue de la saison 2002-2003, David James fait le choix de rester en Championship et est recruté par Manchester City au mercato d'hiver pour prendre la succession de David Seaman au terme de la saison. C’est donc après 102 matchs joués pour les Hammers que James quitte Londres.

#### Manchester City
Arrivé le 14 janvier 2004 à Manchester, James fait ses grands débuts avec les Citizens trois jours plus tard face au Blackburn Rovers à domicile et le match se solde sur un nul 1-1. Lors de la dernière journée de la saison 2004-2005, City a besoin de battre Middlesbrough pour se qualifier pour la Coupe de l'UEFA. À la fin du match, l’entraîneur Stuart Pearce surprend tout le monde en remplaçant Claudio Reyna par le gardien remplaçant Nicky Weaver de façon que David James se positionne en attaque. Le coaching est presque gagnant puisque James obtient un penalty sur une faute de Franck Queudrue dans le temps additionnel mais Robbie Fowler voit son penalty repoussé par Mark Schwarzer et les Skyblues ratent la qualification en Coupe de l'UEFA. Le 10 août 2006, David James déclare se sentir loin de ses enfants et avoir besoin de se rapprocher d’eux. Deux jours plus tard, Manchester City accepte une offre de 1 200 000 £ en provenance de Portsmouth où le portier signe un contrat de deux années.

#### Portsmouth
À Portsmouth, David James garde ses cages inviolées durant ses cinq premiers matchs. Le 22 avril 2007, l’international anglais dispute sa 142e rencontre de Premier League sans encaisser de but, battant ainsi le record de David Seaman. Le gardien de Pompey est aussi le plus capé des portiers depuis la création de la Premier League, quinze ans plus tôt. Il devient le 30 janvier 2008, lors d’un match contre Manchester United, le troisième joueur à dépasser les 500 matchs de championnat, après Gary Speed et Ryan Giggs. Il remporte la FA Cup 2008 en battant Cardiff City, 1-0, à Wembley. Double détenteur de record d’apparitions consécutives en Premier League avec 159 matchs de suite entre février 1994 et février 1998 puis 166 entre 2006 et 2008, David James se voit détrôner par Frank Lampard et Brad Friedel. Le 14 février 2009, David James dispute son 536e match de Premier League contre son ancien club de Manchester City, battant ainsi le record détenu par Gary Speed. En fin de contrat avec Portsmouth au terme de la saison 2009-2010, le joueur quitte le club.

#### Bristol City
Le 30 juillet 2010, David James, 40 ans le surlendemain, s’engage avec Bristol City, pensionnaire de Championship pour une saison plus une en option. Le 7 août 2010, James s’incline 3-0 avec les Robins contre Millwall pour sa première rencontre dans son nouveau club. En février 2011, à la veille de sa 850e apparition en club, David James annonce sa prolongation jusqu’en juin 2012. Le 2 mai 2012, le club de Bristol annonce que James n'est pas prolongé à l'issue de son contrat.

#### Bournemouth
Le 28 septembre 2012, James signe un contrat d'une saison avec Bournemouth (D3 anglaise).
L'ancien international anglais met un terme à son contrat en mars 2013 pour s'engager avec le club islandais de ÍBV Vestmannaeyja.

#### Kerala Blasters FC
Pour la première édition de l'Indian Super League, il rejoint l'équipe de Kerala Blasters FC en tant que joueur-entraîneur. Il perd son premier match en tant qu’entraîneur le 13 octobre 2014 en étant titulaire face à NorthEast United FC 1-0 en encaissant un but de Koke.

### En sélection nationale
Il remporte aux côtés d'Alan Shearer le Festival International Espoirs en 1991. Il est élu meilleur gardien de la compétition. 
David James connaît sa première sélection le 29 mars 1997, contre le Mexique à Londres. Mais il doit faire face à la rude concurrence de David Seaman, Nigel Martyn ou encore Tim Flowers. Il faudra attendre le 15 novembre 2000 et un match perdu contre l'Italie pour qu'il honore une deuxième sélection avec les Threes Lions.
L'arrivée de Sven-Göran Eriksson en 2001 change la donne puisqu'il devient son n°3, James est retenu pour la Coupe du monde 2002, mais il ne jouera pas. En octobre 2002, à la suite des mauvaises prestations de Seaman, il est promu n°1 et dispute l'Euro 2004 où il fait une prestation assez mitigée. À la suite d'une terrible bourde contre l'Autriche en septembre 2004, il perd sa place au profit de Paul Robinson. David James participe à la Coupe du monde 2006, comme numéro 2.
Le nouveau sélectionneur Steve McClaren, ne compte pas sur lui et il faudra attendre la nomination de Fabio Capello en 2008, pour qu'il retrouve sa place de n°1 qu'il gardera jusqu'en 2009 où à la suite de blessures, il la cédera à Robert Green. Capello le retient dans ses 23 joueurs pour la Coupe du monde 2010 où il est propulsé titulaire à la suite d'une grosse erreur de Green contre les États-Unis. Il disputera trois matchs jusqu'à la défaite 1-4 contre l'Allemagne en huitièmes de finale. Souhaitant continuer après la Coupe du monde, Capello lui annonce qu'il ne compte plus sur lui et David James prend sa retraite internationale.
Il faisait partie d'un petit groupe de joueurs de Liverpool surnommé les Spice Boys.

## Palmarès
- Vainqueur de la Coupe d'Angleterre (1) : 2008 avec Portsmouth
- Vainqueur de la Coupe de la Ligue (1) : 1995 avec Liverpool
- Finaliste de la Coupe d'Angleterre en 1996 (avec Liverpool), en 2000 (avec Aston Villa) et en 2010 (avec Portsmouth)
- Troisième joueur comptant le plus grand nombre de matchs en Premier League avec 573 apparitions.

## Sélections
- 53 sélections en Equipe d'Angleterre
- Première sélection le 29 mars 1997 lors d'un match amical face au Mexique
- 2 sélections en équipe d'Angleterre B (la première en 1994, la seconde en 2006)
- 10 sélections en équipe d'Angleterre espoirs entre 1990 et 1992.
- Élu meilleur gardien du Festival International Espoirs de Toulon en 1991